# Protosuberites prototipus
Protosuberites prototipus är en svampdjursart som beskrevs av Swartschewsky 1905. Protosuberites prototipus ingår i släktet Protosuberites och familjen Suberitidae.
Artens utbredningsområde är havet utanför Ryssland. Inga underarter finns listade i Catalogue of Life.